# Nakládaný hermelín
Nakládaný hermelín – marynowany ser hermelín (czeski odpowiednik sera typu camembert); potrawa kuchni czeskiej, popularna przekąska do piwa, szczególnie typu czeski pilzner.
Jest wiele różnych sposobów na przygotowanie sera. Hermelín może być marynowany w całości bądź przekrojony na pół lub pokrojony w ćwiartki. Ser umieszcza się w dużym słoiku razem z przyprawami i zalewa olejem słonecznikowym, rzadziej rzepakowym. Do marynowania, oprócz sera, najczęściej dodaje się pokrojoną cebulę, czosnek, słodką i ostrą papryką, ziele angielskie, liść laurowy oraz zioła prowansalskie.
Marynowanie trwa od kilku dni (w temperaturze pokojowej) do kilku tygodni (w chłodniejszej). Oprócz temperatury, na czas marynowania wpływa również to, czy ser jest w całości czy w kawałkach. Ser w kawałkach marynuje się szybciej. Dłużej marynowany ser jest bardzo miękki i kremowy przez co nadaje się do smarowania pieczywa. Krócej marynowany i zarazem twardszy ser, podaje się z pieczywem, marynowaną papryką oraz wspomnianym wyżej piwem.